# 큰귀갈색박쥐
큰귀갈색박쥐(Histiotus macrotus)는 애기박쥐과에 속하는 박쥐의 일종이다. 아르헨티나와 볼리비아, 칠레, 파라과이 그리고 우루과이에서 발견된다.